# La Piedad (Juan de Juni)
La Pietat es una obra de terracota policromada y madera del escultor Juan de Juni datada hacia el año 1537. Forma parte de la colección permanente del Museo Frederic Marès y es una de sus obras más destacada. Según La Guía del museo, es el único museo catalán donde se puede admirar permanentemente una obra de Juan de Juni. Este tema de la Piedad, fue recurrente en diversos relieves del autor.

## Descripción y análisis
Realizada en terracota, recoge el momento en que la Virgen María sostiene en los brazos el cuerpo de su hijo muerto. Se ha perdido la cruz, de madera al igual que la base, que completaba la representación.
Es una composición muy dinámica en la que las fuerzas se disparan en todas las direcciones. La sinuosidad de la figura demuestra la habilidad del artista y su conocimiento de la teoría manierista de la contemplación desde múltiples puntos de vista. La Virgen -con gesto de imploración- está sentada en el suelo y hace un movimiento arqueado; avanza la pierna hacia delante mientras su brazo derecho se estira hacia atrás. El cuerpo de Cristo se adapta pesadamente en el regazo de María. Sus brazos y sus piernas caen inertes y la cabeza cuelga por detrás en un gesto patético. Madre e hijo transmiten un gran sentimiento trágico en los rostros. El reducido tamaño que tiene hace pensar que estaba destinada a un pequeño oratorio.

## Autor
Juan de Juni nació en Francia, probablemente Joigny, de ahí su nombre castellanizado, y se formó en Italia, donde conoció la escultura clásica y la obra de los grandes artistas del primer renacimiento. Fue allí, así mismo, donde aprendió a trabajar el barro, material dúctil que le permitía modelar sus figuras con un gran naturalismo. Desarrolló gran parte de su actividad entre León y Valladolid, y se le considera una de las figuras clave del Renacimiento hispánico.